# Mázli, a csodakutya
A Mázli, a csodakutya (eredeti címén Pudsey the Dog: The Movie) egész estés brit film, amelyet 2014-ben mutattak be a mozikban. A forgatókönyvet Paul Rose írta, Nick Moore rendezte, a zenéjét Simon Woodgate szerezte, a producere Marshall Leviten, Rupert Preston, Allan Niblo és James Richardson, a főszerepben Izzy Meikle-Small, Jessica Hynes, John Sessions látható és David Walliams hangja hallható. 
Magyarországon 2014. december 11-én mutatták be.

## Szereposztás
| Szereplő   | Színész / Eredeti hang | Magyar hang    |
| ---------- | ---------------------- | -------------- |
| Mázli      | David Walliams         | Csankó Zoltán  |
| Molly      | Izzy Meikle-Small      | Hermann Lilla  |
| Gail       | Jessica Hynes          | Hámori Eszter  |
| Mr. Thorne | John Sessions          | Harsányi Gábor |
| Tommy      | Malachy Knights        | Pál Dani       |
| Mr. Peter  | Jamie Beamish          | Gardi Tamás    |
| Nelly      | Olivia Colman          | Farkas Zita    |